# Jan Koum

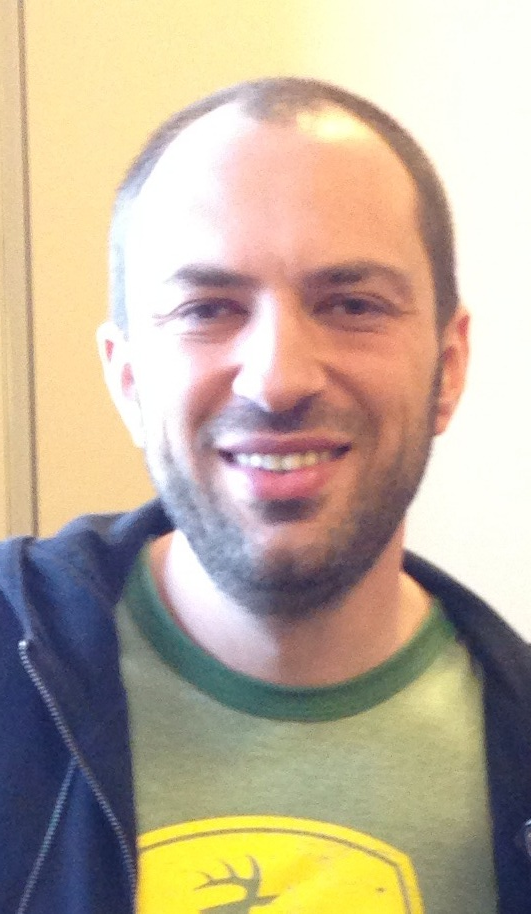
Jan Koum (2013)

Jan Koum (* 24. Februar 1976 in Kiew) ist ein ukrainisch-US-amerikanischer Unternehmer und einer der Gründer von WhatsApp, einem bekannten Messaging-Dienst für Mobiltelefone. Nachdem im Februar 2014 das Unternehmen von Facebook gekauft wurde, wechselte er in den Facebook-Verwaltungsrat. Am 30. April 2018 verabschiedete er sich von Facebook. Koum ist mehrfacher Milliardär.

## Leben
Jan Koum wuchs als Kind jüdischer Eltern in der ukrainischen Stadt Fastiw in der Nähe von Kiew in ärmlichen Verhältnissen auf. 1992, als er 16 Jahre alt war, emigrierte seine Mutter mit ihm in die Vereinigten Staaten nach Kalifornien, wo sie sich in Mountain View niederließen. Sein Vater blieb in der Ukraine und starb 1997. Koum arbeitete als Reinigungskraft; seine Mutter als Babysitter. Im Jahr 2000 starb Koums Mutter an Krebs.
Koum ging auf die Mountain View High School und galt als Rabauke und Störenfried. Er studierte an der San José State University. Den Umgang mit Computern brachte er sich selbst bei. 1997 lernte er seinen späteren Geschäftspartner Brian Acton kennen, der ihm einen Job bei Yahoo vermittelte.  Acton und Koum arbeiteten bis 2007 gemeinsam bei Yahoo, waren jedoch in den letzten Jahren dort frustriert. 2009 kaufte sich Koum ein iPhone und erkannte das Potential des zu diesem Zeitpunkt erst sieben Monate alten App Stores. Er entwickelte die Idee für WhatsApp und gründete an seinem 33. Geburtstag, dem 24. Februar 2009, in Kalifornien die WhatsApp Inc., obwohl die Applikation noch nicht einmal programmiert war. WhatsApp entwickelte sich sehr schnell zu einer der meistgenutzten Apps überhaupt.
Vor dem Verkauf von WhatsApp an Facebook äußerte sich Koum mehrfach kritisch über offensive Werbung im Internet. Smartphones seien so persönlich und privat, dass eingeblendete Werbung darauf keine gute Idee sei.
Koum spielt gerne Fußball und Ultimate Frisbee.

## Vermögen
Gemäß der Forbes-Liste 2022 betrug Koums Vermögen im April 2022 ca. 9,8 Milliarden US-Dollar. Damit belegte er Platz 206 auf der Forbes-Liste der reichsten Menschen der Welt.
Sein Reichtum beruht auf dem Verkauf von WhatsApp an Facebook im Jahre 2014; Facebook zahlte die Rekordsumme von rund 19 Mrd. Dollar (teils in bar und teils in Facebook-Aktien).